# Ștefan Rareș

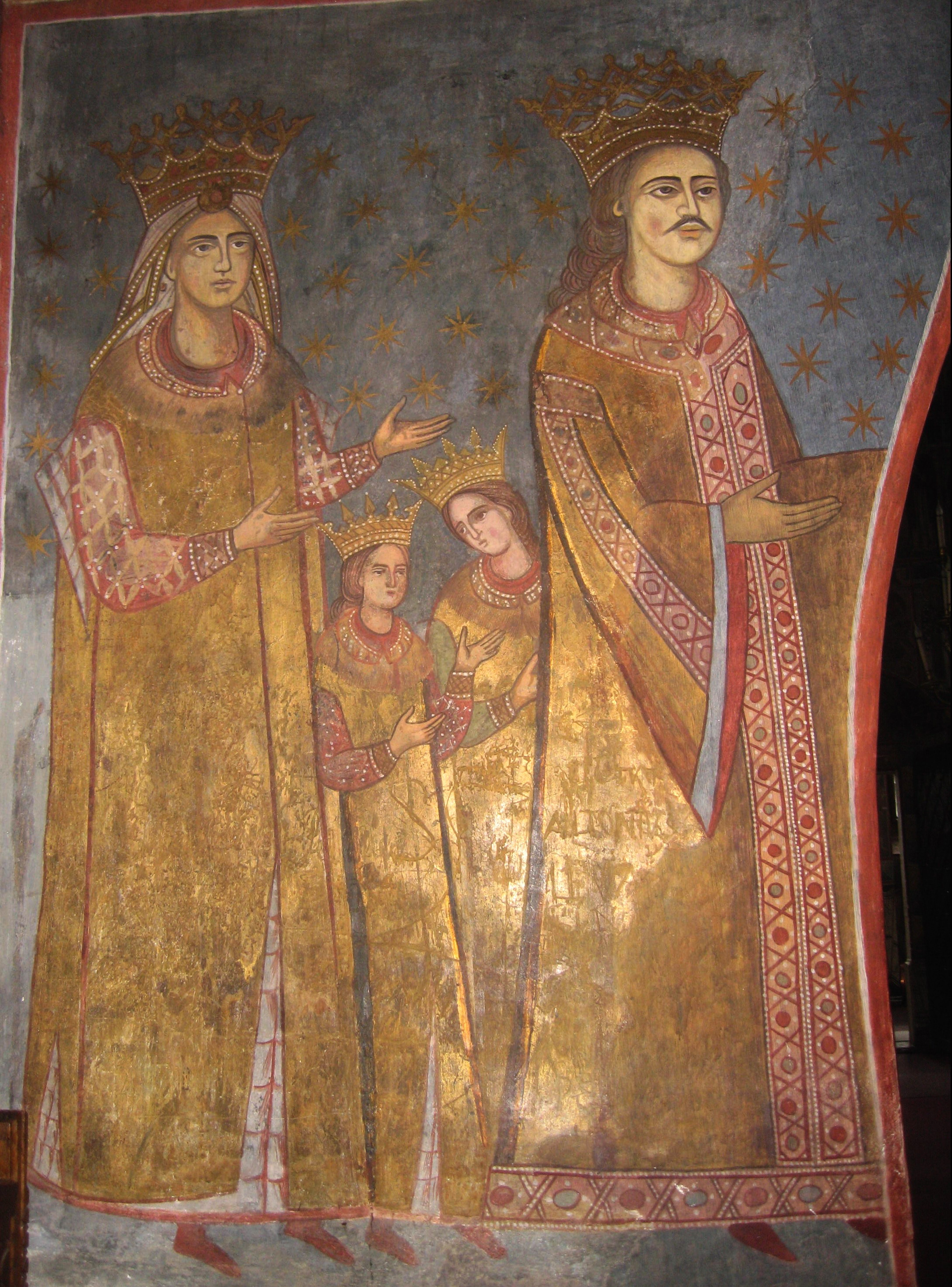
Petru Rareș mit Gattin, Ștefan und Schwester

Ștefan VI. Rareș, auch Ștefan cel Tânăr (* 1531; † 1. September 1552 in Cecora, heute Țuțora), war ein Fürst der Moldau zwischen 11. Juni 1551 und 1. September 1552.

## Biographie

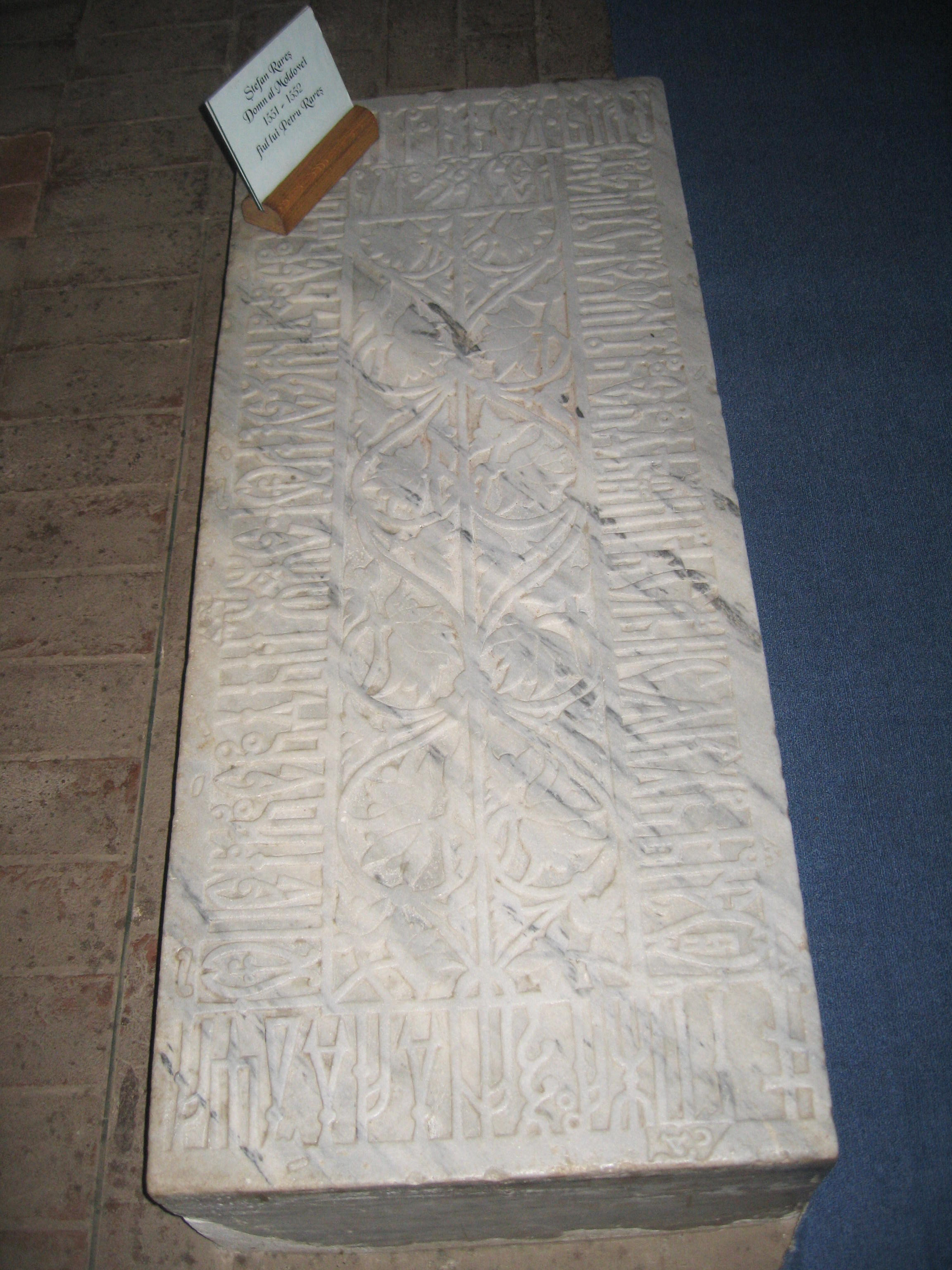
Grabstein des Ștefan Rareș im Kloster Probota

Nachdem der Vorgänger auf dem Fürstenthron, sein Bruder Iliaș Rareș nach Konstantinopel gezogen war und zum Islam konvertieren wollte (Vollzug am 30. Mai 1551), sodann zum Pascha von Silistra (Mehmed-Beg) ernannt wurde, bestimmte er den erst 20-jährigen Ștefan am 24. Mai 1551 zum Landesverweser. Am 11. Juni des Jahres wurde dieser unter Zustimmung des Bojaren zu dessen Nachfolger gesalbt. Er war der zweite Sohn des Wojwoden Petru Rareș aus der Ehe mit der serbischen Despotentochter Katharina Elena Brancovici (Brancović).
Es war eine chaotische Herrschaft nach innen und außen. Anfänglich schien das Verhältnis zu Polen und Ungarn wieder aufzublühen. So schrieb der Reichskommissar von Siebenbürgen General Giovanni Battista Castaldo 1551 an Kaiser Ferdinand I., er habe Stefan Hilfe angeboten, damit sich dieser auf dem Thron halten könne. Am 27. September des Jahres beauftragte der Kaiser den General, geheime Emissäre in die Moldau zu schicken um Bedingungen für ein Bündnis auszuhandeln, doch bereits zwei Tage später kam heraus, dass der Fürst sich mit seinem Bruder ausgesöhnt hatte und nun wohl eine pro-osmanische Politik betreiben würde.
Ștefan, von türkischen Beamten und Höflingen umgeben, führte nun ein den Osmanenherrschern ähnliches Leben. Er suchte neuerdings auch ständig Streit mit den Polen und Ungarn. Verbündet mit den Türken, überschritt er den Oituz-Pass nach Siebenbürgen, zog plündernd und raubend durch das Szeklerland und verwüstete die Umgebung von Sibiu. Auf seinem Rückweg wurde er aber von den Truppen Castaldos und Stephan Báthorys abgefangen, die ihm seine gesamte Beute abnahmen. Der Fürst selbst konnte gerade noch fliehen und sein Leben retten. In seinem wahnhaften Bemühen, den Namen seines abtrünnigen Bruders reinzuwaschen, begann er, unterstützt vom Klerus, eine religiöse Verfolgungskampagne gegen alle nicht griechisch-orthodoxen Menschen des Landes. So zwang er zum Beispiel die Armenier zur Konversion. Auch verließen zahlreiche Katholiken und die meisten der mit den Polen sympathisierenden Bojaren das Land.
Sein autoritärer und sehr ausschweifender Stil erregte zunehmend den Unwillen der übrigen Bojaren. Sie zettelten eine Verschwörung gegen ihn an. Unterstützt wurden sie dabei von General Castaldo, der das Treiben Ștefans im Jahr zuvor nicht vergessen hatte. Der Fürst befand sich auf einer Jagd und ließ das Nachtlager an der Brücke von Țuțora am Pruth aufschlagen. In der Nacht zum 1. September 1552 fielen seine Gegner über das königliche Zelt her und töteten den Herrscher auf Befehl des österreichischen Generals. Anschließend wurde Rareș in aller Eile auf der linken Seite der Krypta der Kirche des Klosters Probota, neben seinem Vater Petru, dem Stifter des Heiligtums (1530), und seiner Mutter begraben.
Die Inschrift auf der Steinplatte des Grabes besagt, dass seine Schwester Ruxandra, Tochter des Fürsten Petru Rareș und Gattin des Woiwoden Alexandru Lăpușneanu, diese hatte erstellen lassen.